# Poiana Muntioru (sit SCI)
Poiana Muntioru este o arie protejată (sit de importanță comunitară — SCI) din România, desemnată în scopul protejării biodiversității și menținerii într-o stare de conservare favorabilă a florei spontane și faunei sălbatice, precum și a habitatelor naturale de interes comunitar aflate în arealul zonei protejate. Aceasta se întinde pe o suprafață de 24,1 ha, integral pe uscat.

## Localizare
Situl Poiana Muntioru se întinde pe teritoriul administrativ al comunei Vintileasca din județul Vrancea. Centrul acestuia este situat la coordonatele 45°39′16″N 26°41′40″E / 45.654358°N 26.694392°E.

## Înființare
Poiana Muntioru (ROSCI0204) a fost declarată sit de importanță comunitară în decembrie 2007 pentru a proteja 3 specii de faună aflate în arealul zonei.  Acesta include rezervația naturală Poiana Muntioru.

## Biodiversitate
Situată în ecoregiunea alpină a Munților Vrancei (Subcarpații de Curbură), aria protejată  conține un habitat natural: Fânețe montane.
La baza desemnării sitului se află o plantă și 3 specii de mamifere ocrotite la nivel european sau aflate pe lista roșie a IUCN; astfel: urs (Ursus arctos), lup cenușiu (Canis lupus) și râs eurasiatic (Lynx lynx)
Pe lângă speciile aflate la baza desemnării sitului, pe teritoriul acestuia a mai fost identificate 3 specii din flora spontană și a României protejate prin Directiva Consiliului European 92/43/CE (anexa I-a) din 21 mai 1992 (privind conservarea habitatelor naturale și a speciilor de faună și floră sălbatică): bulbuc de munte (Trollius europaeus), sângele voinicului (Nigritella nigra ssp. rubra) și papură (Typha shuttleworthii).